# Catopsilia gorgophone
Catopsilia gorgophone är en fjärilsart som först beskrevs av Jean Baptiste Boisduval 1836.  Catopsilia gorgophone ingår i släktet Catopsilia och familjen vitfjärilar. Inga underarter finns listade i Catalogue of Life.

## Bildgalleri

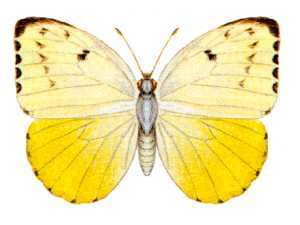